# Bourg-de-Visa
Bourg-de-Visa, connu sous la Révolution sous le nom de Bien-Avisat, est une commune française, située dans le nord-ouest du département de Tarn-et-Garonne, en région Occitanie.
Sur le plan historique et culturel, la commune est dans le Quercy Blanc, correspondant à la partie méridionale du Quercy, devant son nom à ses calcaires lacustres du Tertiaire.
Exposée à un climat océanique altéré, elle est drainée par l'Escornebœuf, le Merlet et par divers autres petits cours d'eau. La commune possède un patrimoine naturel remarquable composé de quatre zones naturelles d'intérêt écologique, faunistique et floristique.
Bourg-de-Visa est une commune rurale qui compte 389 habitants en 2022, après avoir connu un pic de population de 1 057 habitants en 1806.  Ses habitants sont appelés les Visa-Bourgiens ou  Visa-Bourgiennes.

## Géographie

### Localisation
Commune située dans le Quercy et plus précisément en Quercy Blanc, limitrophe avec le département de Lot-et-Garonne.

### Communes limitrophes
Les communes limitrophes sont Beauville, Engayrac, Saint-Maurin, Brassac, Fauroux, Lacour et Montjoi.
| Beauville (Lot-et-Garonne)    | Lacour        |         |
| Engayrac (Lot-et-Garonne)     | Bourg-de-Visa | Fauroux |
| Saint-Maurin (Lot-et-Garonne) | Montjoi       | Brassac |

### Hydrographie

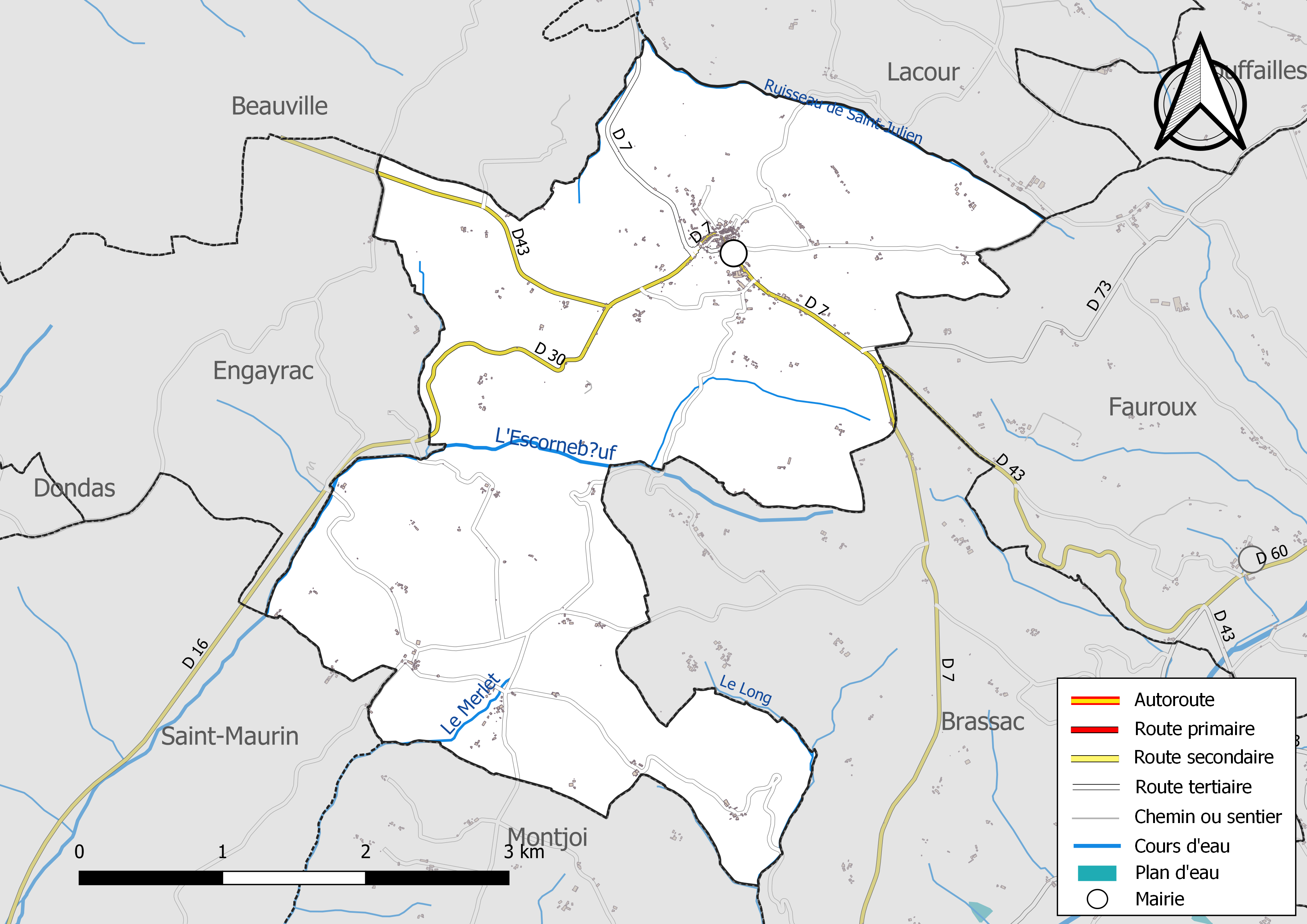
Réseaux hydrographique et routier de Bourg-de-Visa.

La commune est dans le bassin versant de la Garonne, au sein du bassin hydrographique Adour-Garonne. Elle est drainée par l'Escornebœuf, le Merlet, le Long, le ruisseau de Saint-Julien et par divers petits cours d'eau, constituant un réseau hydrographique de 11 km de longueur totale,.
L'Escornebœuf, d'une longueur totale de 11,1 km, prend sa source dans la commune de Brassac et s'écoule du nord-est au sud-ouest. Il traverse la commune et se jette dans la Séoune à Perville, après avoir traversé 5 communes.

### Climat
Pour des articles plus généraux, voir Climat de l'Occitanie et Climat de Tarn-et-Garonne.
En 2010, le climat de la commune est de type climat océanique altéré, selon une étude du Centre national de la recherche scientifique s'appuyant sur une série de données couvrant la période 1971-2000. En 2020, Météo-France publie une typologie des climats de la France métropolitaine dans laquelle la commune est toujours exposée à un climat océanique altéré et est dans la région climatique Aquitaine, Gascogne, caractérisée par une pluviométrie abondante au printemps, modérée en automne, un faible ensoleillement au printemps, un été chaud (19,5 °C), des vents faibles, des brouillards fréquents en automne et en hiver et des orages fréquents en été (15 à 20 jours).
Pour la période 1971-2000, la température annuelle moyenne est de 12,5 °C, avec une amplitude thermique annuelle de 15,5 °C. Le cumul annuel moyen de précipitations est de 837 mm, avec 11 jours de précipitations en janvier et 6,4 jours en juillet. Pour la période 1991-2020, la température moyenne annuelle observée sur la station météorologique de Météo-France la plus proche, « Lauzerte », sur la commune de Lauzerte à 14 km à vol d'oiseau, est de 13,6 °C et le cumul annuel moyen de précipitations est de 684,3 mm. 
La température maximale relevée sur cette station est de 41,1 °C, atteinte le 24 août 2023 ; la température minimale est de −12,3 °C, atteinte le 9 février 2012,,.
Les paramètres climatiques de la commune ont été estimés pour le milieu du siècle (2041-2070) selon différents scénarios d'émission de gaz à effet de serre à partir des nouvelles projections climatiques de référence DRIAS-2020. Ils sont consultables sur un site dédié publié par Météo-France en novembre 2022.

### Milieux naturels et biodiversité
L’inventaire des zones naturelles d'intérêt écologique, faunistique et floristique (ZNIEFF) a pour objectif de réaliser une couverture des zones les plus intéressantes sur le plan écologique, essentiellement dans la perspective d’améliorer la connaissance du patrimoine naturel national et de fournir aux différents décideurs un outil d’aide à la prise en compte de l’environnement dans l’aménagement du territoire.
Trois ZNIEFF de type 1 sont recensées sur la commune :
- les « coteaux de Bouisset, Négra et Canazilles et vallée du Long ruisseau à Brassac » (695 ha), couvrant 3 communes du département[14] ;
- le « vallon de Saint-Julien-de-la-Motte » (119 ha), couvrant 2 communes du département[15] ;
- les « versants de l'Escorneboeuf » (403 ha), couvrant 5 communes dont deux en Lot-et-Garonne et trois en Tarn-et-Garonne[16] ;

et une ZNIEFF de type 2, : 
les « vallons et coteaux de l'Escorneboeuf et du Merlet » (1 008 ha), couvrant 4 communes dont deux en Lot-et-Garonne et deux en Tarn-et-Garonne.

Carte des ZNIEFF de type 1 et 2 à Bourg-de-Visa.
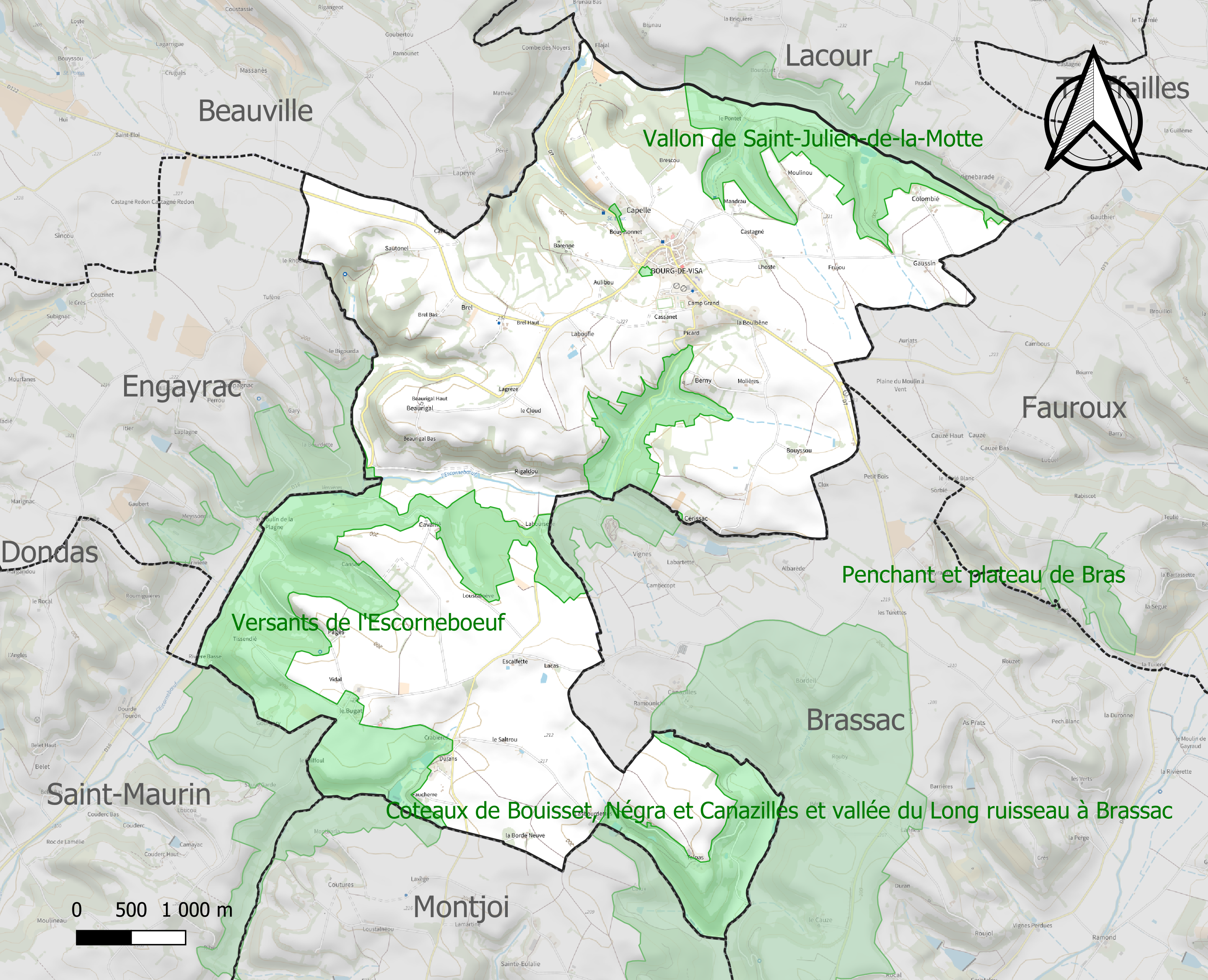
Carte des ZNIEFF de type 1 sur la commune.
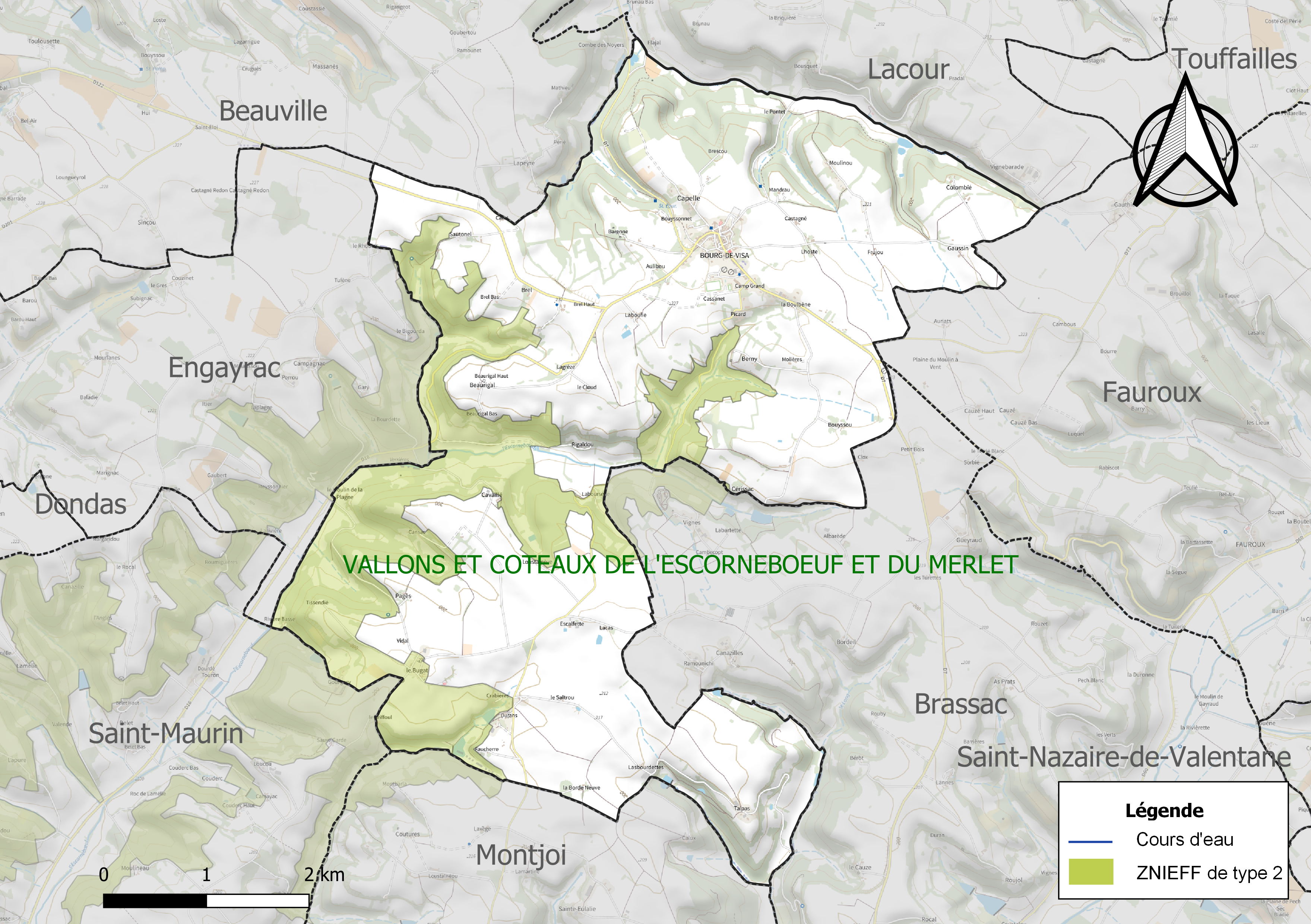
Carte de la ZNIEFF de type 2 sur la commune.

## Urbanisme

### Typologie
Au 1er janvier 2024, Bourg-de-Visa est catégorisée commune rurale à habitat dispersé, selon la nouvelle grille communale de densité à sept niveaux définie par l'Insee en 2022.
Elle est située hors unité urbaine et hors attraction des villes,.

### Occupation des sols
L'occupation des sols de la commune, telle qu'elle ressort de la base de données européenne d’occupation biophysique des sols Corine Land Cover (CLC), est marquée par l'importance des territoires agricoles (76,1 % en 2018), en diminution par rapport à 1990 (79 %). La répartition détaillée en 2018 est la suivante : 
terres arables (50,6 %), forêts (21 %), zones agricoles hétérogènes (18,7 %), prairies (6,8 %), zones urbanisées (2,9 %). L'évolution de l’occupation des sols de la commune et de ses infrastructures peut être observée sur les différentes représentations cartographiques du territoire : la carte de Cassini (XVIIIe siècle), la carte d'état-major (1820-1866) et les cartes ou photos aériennes de l'IGN pour la période actuelle (1950 à aujourd'hui).

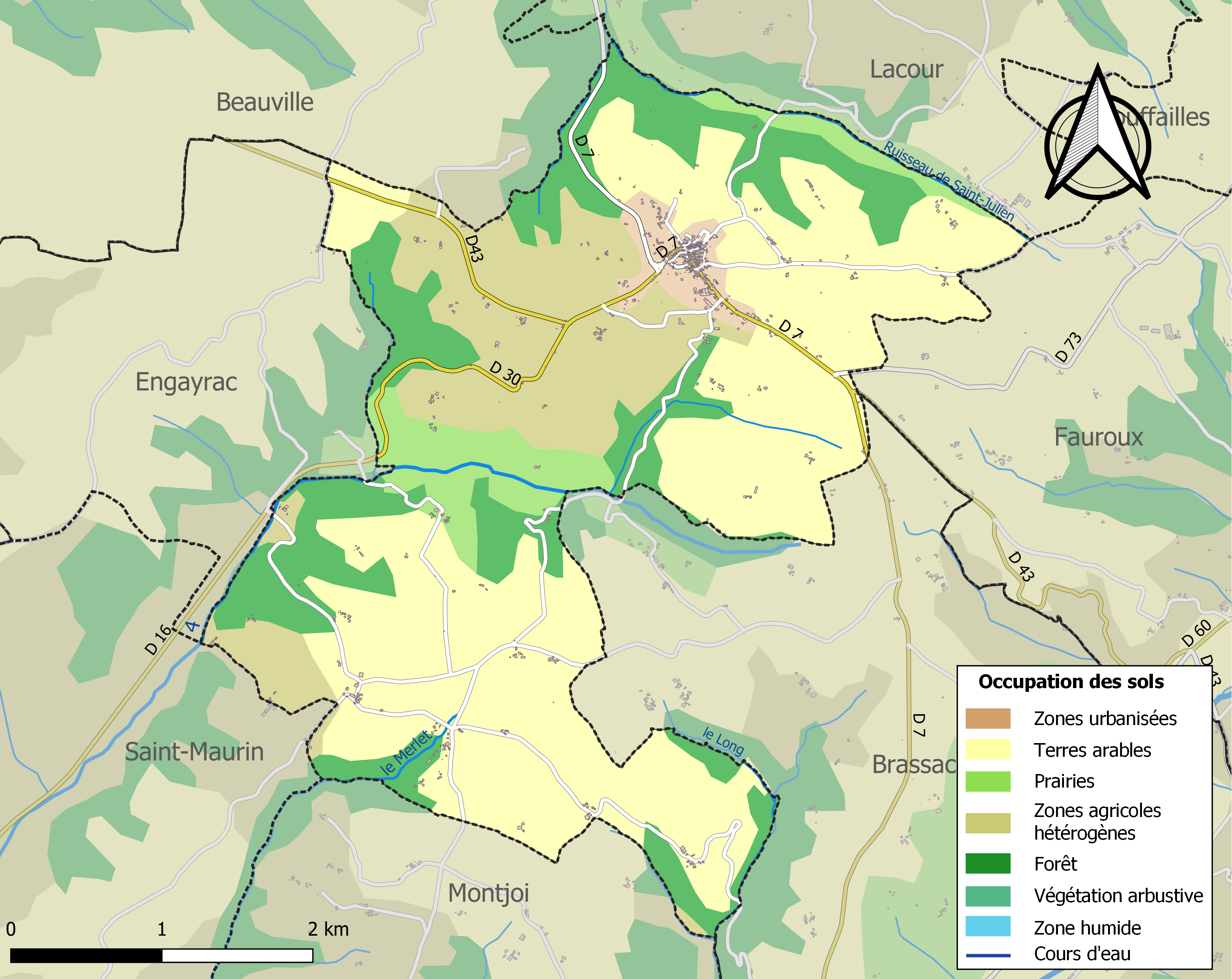
Carte des infrastructures et de l'occupation des sols de la commune en 2018 (CLC).

### Risques majeurs
Le territoire de la commune de Bourg-de-Visa est vulnérable à différents aléas naturels : météorologiques (tempête, orage, neige, grand froid, canicule ou sécheresse), inondations, mouvements de terrains et séisme (sismicité très faible). Il est également exposé à deux risques technologiques,  le transport de matières dangereuses et le risque nucléaire. Un site publié par le BRGM permet d'évaluer simplement et rapidement les risques d'un bien localisé soit par son adresse soit par le numéro de sa parcelle.

#### Risques naturels
Certaines parties du territoire communal sont susceptibles d’être affectées par le risque d’inondation par débordement de cours d'eau, notamment l'Escornebœuf. La cartographie des zones inondables en ex-Midi-Pyrénées réalisée dans le cadre du XIe Contrat de plan État-région, visant à informer les citoyens et les décideurs sur le risque d’inondation, est accessible sur le site de la DREAL Occitanie. La commune a été reconnue en état de catastrophe naturelle au titre des dommages causés par les inondations et coulées de boue survenues en 1982, 1999 et 2007,.
Bourg-de-Visa est exposée au risque de feu de forêt. Le département de Tarn-et-Garonne présentant toutefois globalement un niveau d’aléa moyen à faible très localisé, aucun Plan départemental de protection des forêts contre les risques d’incendie de forêt (PFCIF) n'a été élaboré. Le débroussaillement aux abords des maisons constitue l’une des meilleures protections pour les particuliers contre le feu,.

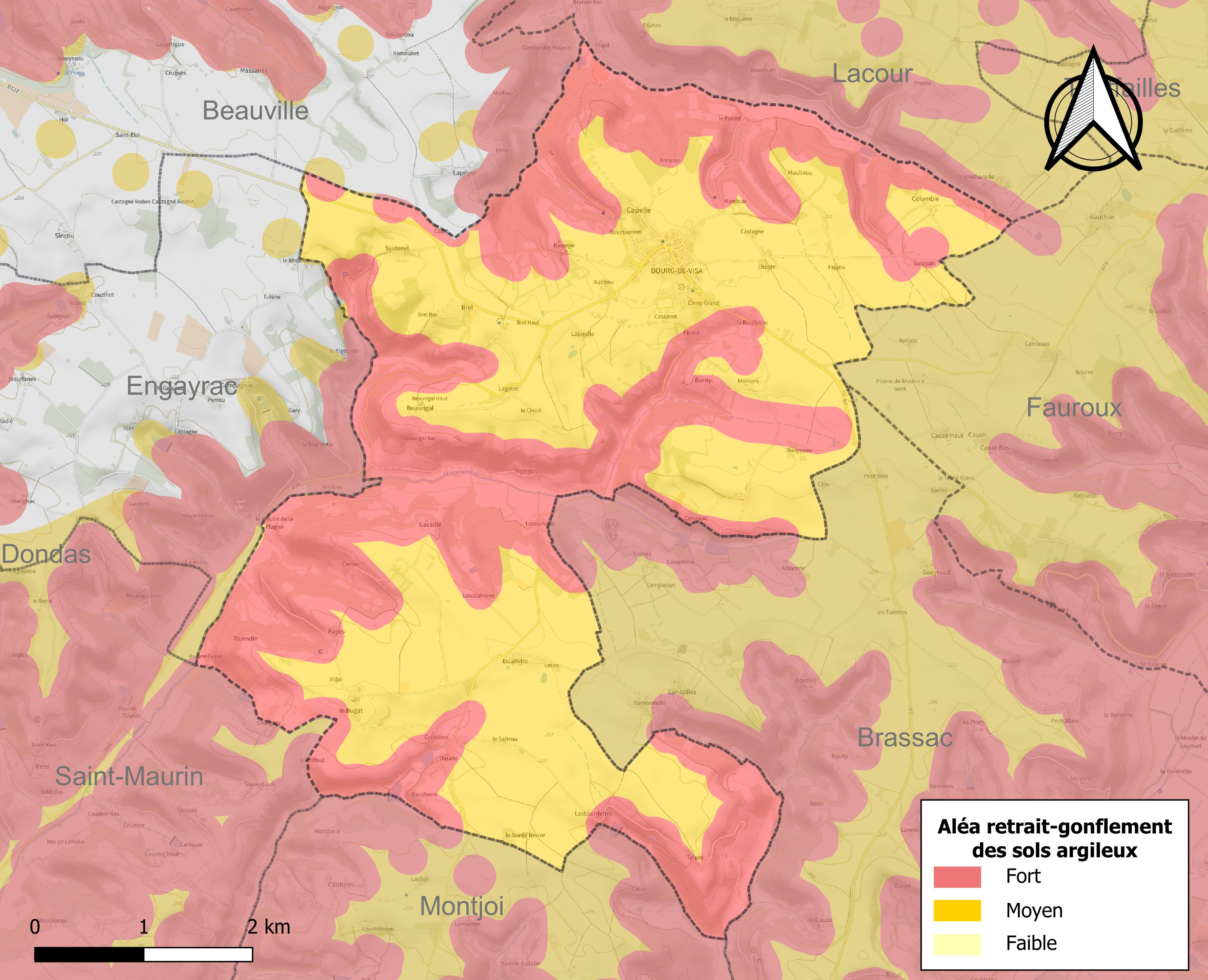
Carte des zones d'aléa retrait-gonflement des sols argileux de Bourg-de-Visa.

Les mouvements de terrains susceptibles de se produire sur la commune sont des tassements différentiels.
Le retrait-gonflement des sols argileux est susceptible d'engendrer des dommages importants aux bâtiments en cas d’alternance de périodes de sécheresse et de pluie. La totalité de la commune est en aléa moyen ou fort (92 % au niveau départemental et 48,5 % au niveau national). Sur les 292 bâtiments dénombrés sur la commune en 2019, 292 sont en aléa moyen ou fort, soit 100 %, à comparer aux 96 % au niveau départemental et 54 % au niveau national. Une cartographie de l'exposition du territoire national au retrait gonflement des sols argileux est disponible sur le site du BRGM,.
Par ailleurs, afin de mieux appréhender le risque d’affaissement de terrain, l'inventaire national des cavités souterraines permet de localiser celles situées sur la commune.
Concernant les mouvements de terrains, la commune a été reconnue en état de catastrophe naturelle au titre des dommages causés par la sécheresse en 1989, 2003, 2011 et 2017 et par des mouvements de terrain en 1999.

#### Risques technologiques
Le risque de transport de matières dangereuses sur la commune est lié à sa traversée par des infrastructures routières ou ferroviaires importantes ou la présence d'une canalisation de transport d'hydrocarbures. Un accident se produisant sur de telles infrastructures est susceptible d’avoir des effets graves sur les biens, les personnes ou l'environnement, selon la nature du matériau transporté. Des dispositions d’urbanisme peuvent être préconisées en conséquence.
En cas d’accident grave, certaines installations nucléaires sont susceptibles de rejeter dans l’atmosphère de l’iode radioactif. La commune étant située dans le périmètre de sûreté de 20 km autour de la centrale nucléaire de Golfech, elle est exposée au risque nucléaire. En cas d'accident nucléaire, une alerte est donnée par différents médias (sirène, sms, radio, véhicules). Dès l'alerte, les personnes habitant dans le périmètre de 2 km se mettent à l'abri. Les personnes habitant dans le périmètre de 20 km peuvent être amenées, sur ordre du préfet, à évacuer et ingérer des comprimés d'iode,,.

## Toponymie
Le village s'appelait d'abord Divisac en Quercy. Ce qui a conduit un érudit local, au XIXe siècle à faire un rapprochement approximatif avec le célèbre druide éduen Diviciacos.
Durant la Révolution, la commune porte le nom de Bien-Avisat.
Ses habitants sont appelés les Visa-Bourgiens.

## Histoire
La commune de Bourg de Visa a absorbé précocement celle du Bugat, avant 1806.

## Politique et administration
| Période                                  | Période   | Identité            | Étiquette | Qualité |
| ---------------------------------------- | --------- | ------------------- | --------- | ------- |
| mars 2001                                | mars 2014 | Jean-Claude Lacoste |           |         |
| mars 2014                                | En cours  | Arlette Lainé       |           |         |
| Les données manquantes sont à compléter. |           |                     |           |         |

## Démographie
| 1793 | 1800 | 1806  | 1821 | 1831  | 1836  | 1841  | 1846  | 1851 |
| ---- | ---- | ----- | ---- | ----- | ----- | ----- | ----- | ---- |
| 632  | 684  | 1 057 | 938  | 1 018 | 1 054 | 1 002 | 1 016 | 984  |

| 1856 | 1861 | 1866 | 1872 | 1876 | 1881 | 1886 | 1891 | 1896 |
| ---- | ---- | ---- | ---- | ---- | ---- | ---- | ---- | ---- |
| 959  | 937  | 914  | 897  | 877  | 858  | 877  | 866  | 785  |

| 1901 | 1906 | 1911 | 1921 | 1926 | 1931 | 1936 | 1946 | 1954 |
| ---- | ---- | ---- | ---- | ---- | ---- | ---- | ---- | ---- |
| 743  | 750  | 740  | 688  | 696  | 705  | 691  | 628  | 651  |

| 1962 | 1968 | 1975 | 1982 | 1990 | 1999 | 2006 | 2008 | 2013 |
| ---- | ---- | ---- | ---- | ---- | ---- | ---- | ---- | ---- |
| 581  | 512  | 431  | 406  | 424  | 430  | 407  | 403  | 391  |

| 2018 | 2022 | - | - | - | - | - | - | - |
| ---- | ---- | - | - | - | - | - | - | - |
| 379  | 389  | - | - | - | - | - | - | - |

## Économie

### Revenus
En 2018, la commune compte 174 ménages fiscaux, regroupant 344 personnes. La médiane du revenu disponible par unité de consommation est de 17 010 € (20 140 € dans le département).

### Emploi
|                | 2008  | 2013   | 2018   |
| -------------- | ----- | ------ | ------ |
| Commune        | 8,6 % | 8 %    | 11,7 % |
| Département    | 8,4 % | 10,2 % | 10,3 % |
| France entière | 8,3 % | 10 %   | 10 %   |

En 2018, la population âgée de 15 à 64 ans s'élève à 205 personnes, parmi lesquelles on compte 69,8 % d'actifs (58 % ayant un emploi et 11,7 % de chômeurs) et 30,2 % d'inactifs,. Depuis 2008, le taux de chômage communal (au sens du recensement) des 15-64 ans est supérieur à celui de la France et du département.
La commune est hors attraction des villes,. Elle compte 111 emplois en 2018, contre 112 en 2013 et 135 en 2008. Le nombre d'actifs ayant un emploi résidant dans la commune est de 129, soit un indicateur de concentration d'emploi de 86 % et un taux d'activité parmi les 15 ans ou plus de 46,1 %.
Sur ces 129 actifs de 15 ans ou plus ayant un emploi, 49 travaillent dans la commune, soit 38 % des habitants. Pour se rendre au travail, 79,1 % des habitants utilisent un véhicule personnel ou de fonction à quatre roues, 0,8 % les transports en commun, 9,3 % s'y rendent en deux-roues, à vélo ou à pied et 10,9 % n'ont pas besoin de transport (travail au domicile).

### Activités hors agriculture
44 établissements sont implantés  à Bourg-de-Visa au 31 décembre 2019. Le tableau ci-dessous en détaille le nombre par secteur d'activité et compare les ratios avec ceux du département,.
| Secteur d'activité                                                                                        | Commune | Commune | Département |
| Secteur d'activité                                                                                        | Nombre  | %       | %           |
| --- | ------- | ------- | ----------- |
| Ensemble                                                                                                  | 44      |         |             |
| Industrie manufacturière, industries extractives et autres                                                | 2       | 4,5 %   | (9,6 %)     |
| Construction                                                                                              | 6       | 13,6 %  | (14,9 %)    |
| Commerce de gros et de détail, transports, hébergement et restauration                                    | 14      | 31,8 %  | (29,7 %)    |
| Activités financières et d'assurance                                                                      | 1       | 2,3 %   | (3,4 %)     |
| Activités immobilières                                                                                    | 1       | 2,3 %   | (3,3 %)     |
| Activités spécialisées, scientifiques et techniques et activités de services administratifs et de soutien | 12      | 27,3 %  | (14,1 %)    |
| Administration publique, enseignement, santé humaine et action sociale                                    | 7       | 15,9 %  | (13,6 %)    |
| Autres activités de services                                                                              | 1       | 2,3 %   | (9,3 %)     |

Le secteur du commerce de gros et de détail, des transports, de l'hébergement et de la restauration est prépondérant sur la commune puisqu'il représente 31,8 % du nombre total d'établissements de la commune (14 sur les 44 entreprises implantées  à Bourg-de-Visa), contre 29,7 % au niveau départemental.

### Agriculture
La commune est dans le pays de Serres, une petite région agricole située dans le nord-ouest du département de Tarn-et-Garonne. En 2020, l'orientation technico-économique de l'agriculture  sur la commune est l'exploitation de grandes cultures (hors céréales et oléoprotéagineuses). 
|               | 1988 | 2000 | 2010  | 2020 |
| ------------- | ---- | ---- | ----- | ---- |
| Exploitations | 36   | 27   | 20    | 13   |
| SAU (ha)      | 771  | 776  | 1 033 | 826  |

Le nombre d'exploitations agricoles en activité et ayant leur siège dans la commune est passé de 36 lors du recensement agricole de 1988  à 27 en 2000 puis à 20 en 2010 et enfin à 13 en 2020, soit une baisse de 64 % en 32 ans. Le même mouvement est observé à l'échelle du département qui a perdu pendant cette période 57 % de ses exploitations,. La surface agricole utilisée sur la commune a quant à elle augmenté, passant de 771 ha en 1988 à 826 ha en 2020. Parallèlement la surface agricole utilisée moyenne par exploitation a augmenté, passant de 21 à 64 ha.

## Culture locale et patrimoine

### Lieux et monuments
- Église Saint-Quirin de Bourg-de-Visa. L'édifice est référencé dans la base Mérimée et à l'Inventaire général Région Occitanie[39]. Plusieurs objets sont référencés dans la base Palissy[39].
- Église Saint-Pierre-ès-Liens du Bugat. L'édifice est référencé dans la base Mérimée et à l'Inventaire général Région Occitanie[40]. Plusieurs objets sont référencés dans la base Palissy[40].
- Église Saint-Jean de Bourg-de-Visa. L'édifice est référencé dans la base Mérimée et à l'Inventaire général Région Occitanie[41].
- Source et lavoir du Théron.
- Place de la mairie, avec ses cornières et sa halle de style Baltard.
- Fontaine Saint Quirin (dans le village).
- Restes très remaniés du château de Bourg-de-Visa qui a longtemps servi de gendarmerie. D'après le site châteaux de France[42], ce château était construit au XIVe siècle dans le style des châteaux de Montaigu-de-Quercy, Brassac, et même Villandrault et son enceinte couvrait une vaste étendue, puisqu'elle englobait la fontaine Saint Quirin.

### Personnalités liées à la commune
- Jean-Baptiste La Boissière, homme politique né le 15 novembre 1729 à Bourg-de-Visa (Tarn-et-Garonne) et décédé le 29 avril 1809 au même lieu.

### Héraldique
| Blason de Bourg-de-Visa | Blason  | De gueules à une fleur de lys d'or.              |
| Blason de Bourg-de-Visa | Détails | Le statut officiel du blason reste à déterminer. |